# ホエン・ユー・アウェイク
「ホエン・ユー・アウェイク」（When You Awake）は、ザ・バンドが1969年に発表した楽曲。作詞作曲はロビー・ロバートソンとリチャード・マニュエル。

## 概要
ザ・バンドはセカンド・アルバムのレコーディングを目的として、カリフォルニア州ハリウッド・ヒルズにあるプール付きの邸宅を借りた。その家はかつてジュディ・ガーランドやウォーリー・コックス、サミー・デイヴィスJr.などが所有していた物件だった。グループとプロデューサーのジョン・サイモンはキャピトル・レコードを説得し、3Mの8トラック・テープ・マシン、アルテックの604モニター、EMTのエコー・チェンバーなどをプール・ハウスに持ち込んだ。ヘルムはプールハウスの寝室エリアで寝泊まりすることになった。
レコーディングに先立ち、ロビー・ロバートソンは妻と生まれたばかりの長女とワイキキの水上ハウスに滞在し、そこで「アンフェイスフル・サーヴァント」などを書いた。ハリウッド・ヒルズのプール・ハウスでも曲を書き続け、ロバートソンは「ホエン・ユー・アウェイク」をリチャード・マニュエルと共作した。ロバートソンの自伝では次のよう綴られている。
リード・ボーカルはリック・ダンコが務めた。マニュエルがドラムを叩き、ロバートソンはエレクトリック・ギターでマール・トラヴィス風のリフを弾いた。
1969年9月22日、セカンド・アルバム『ザ・バンド』が発売。本作はA面4曲目に収録された。
1974年6月に発売されたボブ・ディランとザ・バンドのライブ・アルバム『偉大なる復活』にライブ・バージョンが収録された。
2019年11月15日、アルバム『ザ・バンド』の「50周年記念2CDデラックス・エディション」と「50周年記念スーパー・デラックス・エディション」（6枚組）が発売。オリジナル・バージョンはフェイドアウトで終わるが、ボブ・クリアマウンテンによるリミックス・バージョンは演奏の最後まで聴くことができる。